# العقلة (مأرب)
العقلة هي إحدى قرى الجمهورية اليمنية. وهي تتبع جغرافيًا لمحافظة مأرب. وإداريًا لمديرية بدبدة. يبلغ تعداد سكانها 1400 نسمة حسب الإحصاء الذي أجري عام 2004.